# Pteris venezuelensis
Pteris venezuelensis är en kantbräkenväxtart som beskrevs av Alan Reid Smith och Prado. Pteris venezuelensis ingår i släktet Pteris och familjen Pteridaceae. Inga underarter finns listade.